# Borstlös likströmsmotor

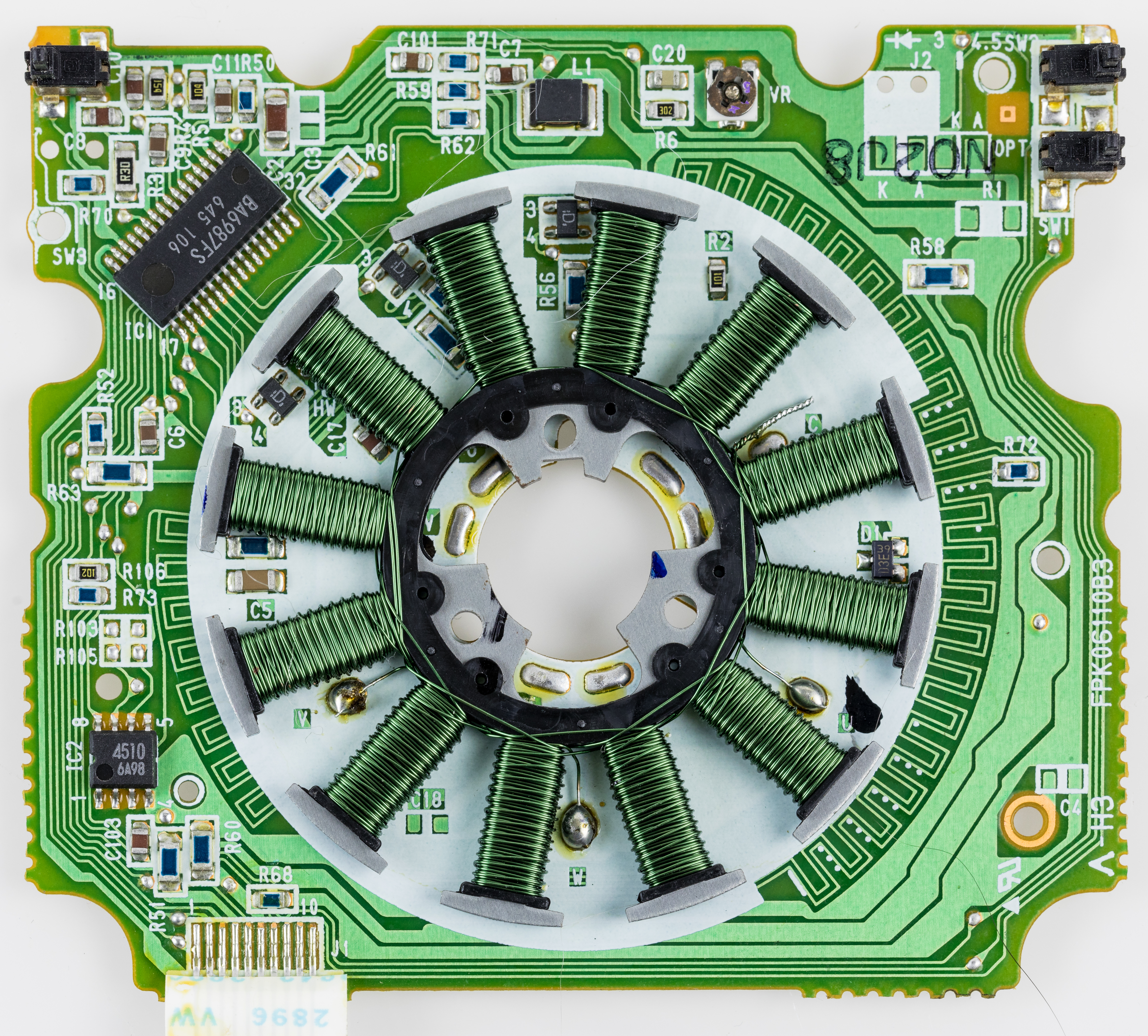
Borstlös likströmsmotor till en diskettstation.

Borstlös likströmsmotor, eller BLDC-motor, förkortning av engelskans brushless direct current, är en typ av elektrisk motor som är vanlig i till exempel fläktar, elfordon och radiostyrda modellbilar.

## Princip
En borstlös motor (även kallad borstlös likströmsmotor, EC-motor eller BLDC-motor) är en vidareutveckling av den traditionella likströmsmotorn (även kallad DC-motor). Mycket förenklat kan man se det som en likströmsmotor som man har vänt ut och in, där man snurrar på magneten och låter kopparlindningen stå still. Fördelen är att man inte behöver borstar av grafit eller ädelmetall för att överföra ström till lindningarna. I och med detta har man plockat bort den faktor som är mest begränsande för motorns livslängd. I många fall är livslängden på en borstlös motor många gånger längre än för motsvarande likströmsmotor.
Istället behöver man lägga till någon typ av återkoppling för att få motorn att snurra. Ofta handlar detta om halleffektsensorer, som känner av övergångar mellan magnetpoler, och som därmed kan användas för att tala om rotorns (magnetens) position i förhållande till lindningarna.
Utmärkande egenskaper för borstlösa motorer eller EC-motorer (elektroniskt kommuterade) är lång livslängd och hög verkningsgrad.
Borstlösa motorer används i mängder av tillämpningar. Enklare modeller används för transportband och inom värme/ventilation medan högpresterande modeller som t.ex. burlindade motorer används där prestanda, precision och framför allt ett jämnt moment är viktigt, exempelvis inom robotik eller medicinteknik.
I många fall kombineras borstlösa motorer med hallsensorer och/eller pulsgivare (då brukar vi kalla det servomotor) samt någon typ av växel för att reducera varvtalet och höja momentet. Beroende på tillämpning används kuggväxlar, snäckväxlar eller planetväxlar. Den borstlösa motorn kräver dessutom en motorstyrning eller ett drivsteg för att fungera.